# Jonathan Hofmeister
Jonathan Hofmeister (* 1992 in Fürth) ist ein deutscher Jazzmusiker (Piano, Komposition).

## Wirken
Hofmeister studiert seit 2011 an der Hochschule für Musik und Tanz Köln und dem CNSMDP Klavier. Dort hatte er Unterricht bei u. a. John Taylor, Ethan Iverson und Benoît Delbecq. Er gehörte zum Landesjugendjazzorchester Bayern und zum Bundesjazzorchester, an dessen Album Groove and the Abstract Truth er beteiligt war.
Mit Florian Herzog und Jan F. Brill bildete er das kollaborative Klaviertrio Turn, das 2016 sein Debütalbum vorlegte, 2019 folgte Acapulco Roadkill (Label 11). Weiterhin leitet er ein eigenes Quartett; dazu gehören Matthew Halpin, David Helm und Fabian Arends; verstärkt um den Trompeter Bastian Stein veröffentlichte dieses Quintett 2019 bei Klaeng das Album Emotions. Sowohl mit eigenen Gruppen als auch als Sideman, etwa im Quartett von Julia Ehninger, tourte er durch Europa und Südamerika. Dabei trat er unter anderem mit John Hollenbeck, Billy Hart, Ben Monder und Manfred Schoof auf.

## Diskographische Hinweise
- Matthias Schuller Multitude (Unit Records 2015, mit Daniel Filbert, Jonas Vogelsang, Stefan Rey, Jan Brill)
- Turn Waiting for Fred (Double Moon Records 2016)
- emco Schwanenkampf (Ajazz 2016, mit Mascha Corman, Luis Reichard, Florian Herzog, Thomas Sauerborn)
- Jonathan Hofmeister/Matthias Schuller Noise Garden (Label 11, 2018)
- Himoya: Himoya (Berthold Records 2022, mit Julia Ehninger, Nicolai Amrehn, Jeroen Truyen)